# Фонологическая концепция М. В. Панова
Фонологическая теория М. В. Панова, во многом следовавшего традиции Московской фонологической школы, основана на специфическом понимании парадигматики и синтагматики и признаёт наличие в языке двух рядов фонем: синтагмо-фонем и парадигмо-фонем. Теория была систематически изложена автором в книге «Русская фонетика» в 1967 году:86.

## Основы теории

### Синтагматика и парадигматика
Термин «синтагма» переосмысливается М. В. Пановым так, что вместо сочетания единиц в его трактовке делается акцент на употреблении различных единиц в одной и той же позиции:11, то есть на сочетании данного контекста и противопоставленных друг другу единиц, которые могут быть употреблены в нём. Противопоставленность важна потому, что если в некоторой позиции не могут быть употреблены хотя бы две различные единицы, невозможна и сегментация речевого отрезка:10 ({\displaystyle A} и {\displaystyle B} не могут быть выделены из {\displaystyle AB}, если в данном языке невозможен сегмент {\displaystyle AC}). Парадигма же понимается как совокупность позиционно чередующихся единиц:13—14 — единиц, не способных встречаться в одной и той же позиции и потому неспособных к смыслоразличению, благодаря чему они и объединяются в одну смыслоразличительную единицу (фонему). Таковы, к примеру, гласные в рус. н[о]с — н[ʌ]сы — н[ъ]совой.
Минимальной языковой единицей в синтагматике М. В. Панов считал не звук или фонему, а различительный признак:13: правила сочетаемости звуковых единиц апеллируют именно к этому понятию, поскольку классы звуковых единиц, способных выступать в той или иной позиции, объединяются тем или иным общим признаком (к примеру, в русском языке перед [r — r’] невозможны зубные мягкие согласные:12). Единицы, чередующиеся в пределах парадигмы, не обязаны объединяться или различаться определённым признаком (ср. [о — ʌ — ъ]) или вообще в чём-либо походить друг на друга, поэтому единицы парадигматики «континуальны», нечленимы на признаки:15—16.
Поскольку в парадигматике, в отличие от синтагматики, не происходит объединения единиц в классы по тому или иному признаку:20, а некоторые запреты на сочетаемость не ведут к позиционным чередованиям, в общем случае синтагматические и парадигматические закономерности независимы и невыводимы друг из друга:19.

### Два ряда фонем
Единицы, входящие в состав морфем и слов и различающие их, отличающие друг от друга, способствующие узнаванию слов:88, в теории М. В. Панова называются синтагмо-фонемами:13. Позиционно чередующиеся звуковые единицы, составляющие парадигму, называются парадигмо-фонемами:14.
В русском языке М. В. Панов насчитал 73 синтагмо-фонемы, что заставило его обратиться к понятию субфонемы — различительного признака — для уменьшения числа минимальных единиц:90.

### Нейтрализация
Понятие нейтрализации неодинаково в синтагматике и в парадигматике. Нейтрализация является синтагматической, если в некоторой позиции утрачивает различительную силу признак, являющийся различительным в других позициях; так, в русском языке признак глухости шумных согласных в абсолютном конце слова неразличителен, ср. луг и лук [к]. В парадигматике говорят о нейтрализации, если две парадигмы имеют хотя бы один общий член:18; в русском языке таковы, в частности, фонемы <о> и <а>, в ряде позиций совпадающие в звуках [ʌ] (сом, сам — с[ʌ]ма) и [ъ].
Нейтрализация, наряду с позиционными явлениями и взаимозависимостью единиц в системе, характеризуется М. В. Пановым как специфическая особенность естественных языков:22.

## Критика
Концепция М. В. Панова квалифицируется сторонником Московской фонологической школы А. А. Реформатским как разновидность «фонологического плюрализма»:86 (вместе с теорией С. И. Бернштейна, учением о смешанных фонемах С. К. Шаумяна и фонологической концепцией Р. И. Аванесова), поскольку осуществляет «двойной счёт» числа фонем в данном языке. А. А. Реформатский полагал, что концепции такого рода способны лишь «запутать дело и породить и терминологические, и фактические трудности и противоречия», если они не апеллируют к понятию уровня, относя разные ряды фонологических единиц к разным уровням:91.